# 亞歷山德里夫卡 (多夫然斯克區)
亞歷山德里夫卡（烏克蘭語：Олександрівка），是烏克蘭東部盧甘斯克州多夫然斯克区多夫然斯克市镇内的村落。始建於1921年，面積21.4平方公里，海拔高度280米，2001年人口480，人口密度每平方公里22.5人。